# Hermann Brügelmann
Friedrich Hermann Brügelmann (* 5. November 1899 in Porto Alegre, Brasilien; † 18. Oktober 1972 in Köln) war ein deutscher parteiloser Kommunalpolitiker.

## Leben
Hermann Brügelmann, geboren in Porto Alegre als Sohn des Kaufmanns Theodor Brügelmann und der Kammersängerin Hedy Iracema-Brügelmann, war Urenkel von Johann Gottfried Brügelmann. Die Schulzeit verbrachte er in Köln und Stuttgart (1917 Reifeprüfung nach der Unterprima wegen Einberufung zur Artillerie). Nach dem abgebrochenen Musikstudium in Stuttgart und München (1919–1923) absolvierte er ein Studium der Ökonomie, Finanzwissenschaft, Jurisprudenz und Psychologie in Basel, Bern und Hamburg, ehe er 1928 in Basel mit einer Dissertation über das Lagergeschäft bei Edgar Salin zum Dr. phil. promovierte. Er war von 1928 bis 1949 verheiratet mit Lilli B. (geb. Port) und von 1950 bis zu seinem Tode mit Eva B. (geb. Wollmann). Seine Kinder sind Gerta Stählin, Klaus Brügelmann, Silvia Gaspard, Hans Brügelmann und Ursula Brügelmann.
Brügelmann verstarb im Alter von 72 Jahren in seiner Wohnung in Köln-Dellbrück.

## Berufliches Wirken
Von 1932 bis 1934 leitete Brügelmann die Studienstiftung des deutschen Volkes, ehe er aus politischen Gründen kündigte. Danach war er zunächst freiberuflich für die Friedrich-List-Gesellschaft, danach in der Berliner Wirtschaftsversorgung, als psychologischer Eignungsprüfer der Wehrmacht sowie als Statistiker der Ostland-Faser-Gesellschaft (Tochter der Ost-Faser-Gesellschaft mbH) und im Rüstungsministerium in Berlin tätig. Nach dem Zweiten Weltkrieg wirkte Brügelmann als Hauptgeschäftsführer im Hilfswerk der evangelischen Kirchen (Berlin) mit, ehe er in den 1950er Jahren die Geschäftsführung des Verbands kommunaler Unternehmen (VKU 1949–1956) in Köln übernahm. Als Beigeordneter des Deutschen Städtetages (1956–1965) in Köln und als Sekretär des Kuratoriums von DATUM (Bad Godesberg) hat Brügelmann in den 1960er Jahren dazu beigetragen, eine langfristig angelegte Stadt- und Regionalplanung einzuführen. Besonders einflussreich waren die von ihm – neuartig als Loseblattsammlung – herausgegebenen Kommentare zum Bundesbaugesetz (1960 ff.) und zum Raumordnungsgesetz (1965 ff.).

## Wichtige Veröffentlichungen
- Hermann Brügelmann, Klaus Simon (Hrsg.:) (1956): Robert Tillmanns. Eine Lebensleistung. Evang. Verlagswerk: Stuttgart.
- Hermann Brügelmann (1956): Politische Ökonomie in kritischen Jahren. Die Friedrich List-Gesellschaft e. V. von 1925 – 1935. Mohr/Siebeck: Tübingen.
- Hermann Brügelmann, u. a. (1960 ff.): Bundesbaugesetz. Kommentar (Loseblattsammlung). Kohlhammer: Stuttgart.
- Hermann Brügelmann u. a. (1965 ff.): Raumordnungsgesetz. Kommentar (Loseblattsammlung). Kohlhammer: Stuttgart.